# 神戸市バス中央営業所
神戸市バス中央営業所（こうべしバスちゅうおうえいぎょうしょ）は、兵庫県神戸市中央区小野浜町にある神戸市バスの営業所。最寄バス停は「第五突堤」である。配置車両に表示されている営業者を表す記号は大阪シティバス中津営業所と同じく「中」である。
主として中央区を通る路線を担当している。

## 沿革
- 1993年：布引営業所を廃止し、現在の中央営業所が開設。
- 2001年：神戸北町操車場を設置。
- 2022年4月 - 2024年9月：三宮中心エリア内の市バス路線で乗車料金を110円とする実証実験「三宮・エリア110」を実施。
- 2023年4月：水素バスを導入。7系統と129系統(新港町三宮循環)で運用される。
- 2024年
  - 4月：垂水営業所を傘下に置き、中央営業所垂水支所とする。
  - 10月：市バス運賃の改定により実証実験も値上げがされて「三宮・エリア120」となる。

## 神戸北町操車場
神戸市営バス神戸北町操車場（こうべしえいばすこうべきたまちそうしゃじょう）は、兵庫県神戸市北区大原にある神戸市営バスの操車場である。最寄バス停は「神戸北町」。事実上、中央営業所の出張所にあたる。2001年12月に、それまで64系統の回転地として使用されていた神戸北町詰所を格上げして操車場としたものである。
給油施設を持ち合わせていないため、谷上駅付近のガソリンスタンドで給油する。
29系統・62系統・64系統・111系統を担当する。

## 現行路線

### 2系統
運行区間
- 2：JR六甲道 - 阪急六甲 - 観音寺 - 布引 - 地下鉄三宮駅前 - 三宮神社（三宮方面おりば）/元町1丁目（六甲方面のりば）
- 2：阪急六甲 - 観音寺 - 布引 - 地下鉄三宮駅前 - 三宮センター街東口 - 三宮神社/元町1丁目
- 2：阪急六甲 - 観音寺 - 布引 - 地下鉄三宮駅前 - 三宮センター街東口
- 2：阪急六甲 → 観音寺 → 熊内六丁目（中央南営業所が担当）
- 2：三宮センター街東口 → 地下鉄三宮駅前 → 布引 → 観音寺 →五毛天神（中央南営業所が担当）
- 臨：野崎通5丁目 - 布引 - 地下鉄三宮駅前（全便中央営業所が担当）

概要
- 神戸市営バスの代表的な路線の1つ。長らく中央営業所と石屋川営業所で運行されていた。
  - 2015年6月より松原営業所が担当に加わった。
  - 2018年8月より石屋川営業所での運行を終了し、中央南営業所が担当になった。
  - 2021年4月より松原営業所の担当が外れた。
  - 2024年4月より石屋川営業所の担当が復活した。
  - 2025年4月より松原営業所の担当が復活した。
- 利用者・便数ともかなり多く、1日辺りの利用者数および便数は、神戸市バスが運行する全路線の中で1位である（2008年度・2009年度・2010年度）[注釈 1][注釈 2]。
- 利用者数が多いこともあって、神戸市バスの展開する路線の中でも路線収支は好調な方で、2013年度の営業係数は80、2014年度の営業係数も82であり黒字路線の1つであった。
  - しかし外出自粛などの影響を受け、2020年度より営業係数が100を超えて赤字となっている(神戸市バス全体で見ても、それまで黒字であった系統の大半が2020年度より赤字になっている)。
  - 2023年度実績で営業係数は100となり、2024年度実績で営業係数は93となり黒字に戻った。
- 一方、利用者数が多いことや道中に急な坂道を抱えていることもあって、定員が少なく地形の制約を受けるノンステップバスは運用が難しく、2009年3月までは全便ツーステップバスでの運行となっていた。ノンステップバスの導入が難しい路線で低床化を進める場合にはワンステップバスを導入するケースがあるが、本路線ではワンステップバスでの運行はされていなかった。
  - ツーステップバスの運行が無くなったあとは、ワンステップバスも運行にはいるようになっていたが、2024年現在は全便がノンステップバスで運行されている。
- ほとんどの区間で18系統が並行して走る。このため発車時間の関係によっては、2系統のバスと18系統のバスが連なって運行される風景もしばしば見られる。
- 六甲道駅前への乗り入れは1991年に開始されたが、1998年に中止された(代わりに18系統がJR六甲道駅まで延長)。
  - その後、2009年のダイヤ改正で再びJR六甲道駅への乗り入れが開始されているが本数は少ない[注釈 3]。
  - 2024年4月1日改正で、土休日ダイヤの乗り入れが廃止され、平日日中8本(毎時1本)に大幅縮小され、2025年4月1日改正でさらに削減されて平日2本のみの乗り入れとなった。
  - JR六甲道発着便は、LED行先表示器装備車では系統番号を反転表示[注釈 4][２JR六甲道]させることで阪急六甲発着便[２阪急六甲]と区別している。
    - かつて所属していた方向幕装備車は、系統番号表示の数字を緑[注釈 5][２JR六甲道]にして、阪急六甲発着便[２阪急六甲]と区別していた。
- 2系統の経路上にある重要施設の1つとして新幹線の新神戸駅が挙げられるが、2系統では新神戸駅を経由する便は設定されておらず、全ての便がその近くの布引停留所にしか停車しない。
  - もっとも、新神戸駅にバスの停留所設備がないわけではなく、新神戸駅の真下には市バスの「新神戸駅前」停留所が存在し、2系統の補完路線としての役割も持つ18系統の一部の便がここを経由する他、駅から少し離れるが2系統の経路である山麓線との交差点付近に急行64系統の「新神戸駅前」停留所（三宮行用）が、布引トンネルの入り口付近に「新神戸駅前」停留所（箕谷方面用）が設置されている。
- 臨時系統は2系統のルートと同じ区間ではあるが、系統表示は「臨」となっている。運行は毎月8日の霊法会のあるときのみ午前中は9時頃から10時頃に三宮発野崎通5丁目行きで、14時頃に野崎通5丁目発三宮行きで運行される。
- 神戸市立磯上体育館が開館したため2022年7月19日にダイヤ改正が実施されて、日中の三宮センター街東口止まりの一部便が体育館最寄りの磯上公園バス停まで延伸された。平日・土休日ダイヤ共に9本の設定となっていたが、磯上公園への乗り入れは2024年4月1日のダイヤ改正で廃止された。
  - 2：阪急六甲 - 観音寺 - 布引 - 地下鉄三宮駅前 - 三宮センター街東口 - 磯上公園
- 臨時便を除いて長らく途中止まりの便はなかったが、2024年4月1日改正で平日ダイヤの最終便として、阪急六甲発熊内六丁目行きと三宮センター街東口発五毛天神行きが設定された。

ダイヤ及び停留所
- JR六甲道 - 六甲口 - 阪急六甲 - 六甲登山口 - 篠原本町2丁目 - 篠原本町3丁目 - 護国神社前 - 五毛 - 五毛天神 - 観音寺 - 神戸高校前 - 青谷橋 - 青谷 - 籠池通3丁目（三宮方面のみ停車） - 野崎通3丁目 - 野崎通5丁目 - 熊内5丁目 - 熊内6丁目 - 布引 - 加納町2丁目 - 加納町3丁目 - 地下鉄三宮駅前 - 三宮センター街東口 - 市役所前 - 三宮神社（三宮方面おりば）/元町1丁目（六甲方面のりば）
  - 灘区のJR六甲道・阪急六甲から山麓である五毛・青谷・熊内を経由して中央区の三宮センター街東口・三宮神社を結ぶ路線である。両側以外では鉄道駅と近接しておらず、住宅地を通るため利用客は多い。
  - 護国神社前は、かつては「篠原本町5丁目」というバス停名だった。
  - 神戸高校前は、かつては「上野通7丁目」というバス停名だった。
  - 熊内5丁目は、かつては「南蛮美術館前」というバス停名だった。また、この当時は現在の「熊内6丁目」が「熊内5丁目」を名乗っていた。ちなみに、神戸市立南蛮美術館が神戸市立博物館に発展解消したあとの建物は、神戸市文書館として現在も使用されており、熊内5丁目の放送で『神戸市文書館前です』と案内が入る。
  - 三宮センター街東口は、2014年までは「阪神前」というバス停だった。阪神前止まりのバスは[２ 三宮]表記であったが、改名後は[２ 三宮センター街東口(止)]が使われている。なお、[２ 三宮]表記は神戸まつり等で地下鉄三宮駅前止まりとなる便で見ることができる。
  - 2001年の改正までは、三宮行きのバスは阪神前の次に「国際会館前」という降車専用のバス停があり、ここが終点だった。現在のみずほ銀行神戸中央支店の南側入口付近にバス停があった。2022年7月～2024年3月まで運行された磯上公園行きは、このバス停がかつてあった場所の前を通り終点へ向かっていた。
- 1980年代は、各バス停のタイムテーブルには始発から数本と最終の数本しか発着時刻が記載されておらず、その他の時間帯(7時〜21時台)は2〜3分間隔、5〜7分間隔といった運行間隔しか表示されていなかったため、待っていればその程度の時間でやってくるという運用であったが、8時台後半には後のバスが前に追いつき結果的に数台のバスが連なって運行される事が頻繁に発生し、2〜3分間隔の時間帯にもかかわらず数台のバスが通過した後は10分程度の空白時間が発生する事があった。日中でも3~4台が連なって運転していることもあった。
  - その後、一部路線延長にともない同じ2系統でも最終到着地が異なるようになったため各バス停で詳細な時間が記載されるようになり、運転士の定時運行の意識の変化なのか市民による苦情によるものなのかは不明だが、(遅延などで後続が追い付く等の場合を除き)数台ものバスが連なって運行されることは無く、朝夕のラッシュ時でも概ね2〜3分間隔で運行されている。
- 昼間は5〜8分間隔で運行されている。三宮センター街東口行きがあるため
  - 2022年4月1日の改正で日中の三宮センター街東口止めの大半が運行取りやめもしくは三宮神社行きとなった。
  - その後2022年7月19日の改正で、日中の三宮センター街東口止めのうち9本が磯上公園まで延伸された。
    - これらの磯上公園行きや三宮センター街東口行きがある関係で、元町一丁目と市役所前の発車時刻は均等ではなく、10分ほど空く時がある。

  - 2024年4月1日改正で磯上公園行きが廃止されて三宮神社前行きに変更されたため、元町一丁目と市役所前の発車時刻も概ね均等化された。
- 最終バスは十分な利用者がいるにもかかわらず、長年22時20分発と早い時間に運行が終了していた。しかし現在は始発停留所を22時40分前後に発車するダイヤとなっており、若干改善されている。
  - 2024年4月1日改正で、平日ダイヤの最終便の繰り下げが行われ、始発停留所が23時を超える便が設定された(先述した、熊内六丁目行きと五毛天神行き)。
- 三宮センター街東口 - 三宮神社の末端区間では、20時頃に最終便が発車する。20時以降の便は全て、阪急六甲始発便に関しては三宮センター街東口止まりとなり、三宮始発便については三宮センター街東口始発となる。当該区間を並走する92系統も21時頃に運行を終了する。
  - 2024年4月1日改正で、平日ダイヤの最終便の繰り下げが行われ、元町一丁目を21時を超える便が設定されたため、92系統よりも最終便が遅くなった。なおこの便は2025年4月1日改正で時刻が繰り上がり、92系統の最終便とほぼ同時刻の発車となった。

### 7系統
運行区間
- 7：市民福祉交流センター前 - 三宮駅前 - 平野 - 夢野町2 - 湊川公園西口 - 新開地 - 神戸駅前
- 7：市民福祉交流センター前 - 三宮駅前 - 平野 - 夢野町2 - 湊川公園西口 - 新開地
- 7：山本通3丁目→楠谷町→平野→夢野町2→湊川公園西口→新開地→神戸駅前
- 7：中央区役所前→三宮駅前→平野→夢野町2→湊川公園西口→新開地→神戸駅前
- 7：神戸駅前→新開地→湊川公園西口→夢野町2→平野→三宮町1丁目

概要
7系統は、神戸市中央区の市民福祉交流センター前から、神戸駅前までを結ぶ路線。途中兵庫区を経由する。2系統と同様、山麓の鉄道駅から離れた住宅地を通るために多くの利用がある路線である。
西側一部区間では阪急バスの61系統（旧7系統）が並走するが、もとは神戸市バスとの共同運行路線（神戸市バスでは61系統を名乗った。阪急バス単独運行になり阪急バスでも7系統から61系統に改番された）であり、当系統とは別のものである。ただし、61系統は元々は7系統からの派生系統である。
ながらく神戸市バスの単独運行(松原営業所及び中央営業所。なお90年頃の石屋川営業所にも7系統のコマが入っていた。)であったが、2018年4月2日より神戸交通振興との共同運行が開始された。ただし、土休日は従来通り神戸市バスの単独運行であった。2022年1月4日からは再び神戸市バスの単独運行に戻ったが、2025年4月1日より、神姫バス(平日の夕方~夜間のみ）と中央南営業所が共同運行に加わった。

2023年4月1日より、平日1.5往復、土休日3往復に水素バスが充当されるようになった。但し増備までの当分の間は、車両検査の関係で火曜日は一般車の代走となる。2025年4月1日より土休日は101系統に水素バスが充当されることになったため、土休日の運用が無くなった。

沿革
かつては新開地を始発、平野を終着とした。
数度の路線改変を経て、2007年に磯上公園から市民福祉交流センター前に延伸して現在に至る。
前述の61系統の他に下記の派生系統があったが全て廃止されている。
- 旧6系統：平野-神戸駅前間では家庭裁判所前、大学病院前、楠町6[3]を経由して神戸駅に向かっていた(走行距離が短いため7系統より所要時間は短かった)。磯上公園 - 三宮駅前 - 平野は7系統と同経路。2001年の改正で廃止された。廃止後は磯上公園行が右折していた国道428号平野交差点が右折禁止(南行の路線バスを除く[4])とされた。
- 旧41系統：旧41系統は新開地から中央市場・和田岬経由で吉田町1丁目へ向かう。磯上公園 - 三宮駅前 - 平野 - 新開地では7系統と同経路。1985年に設定されて、1999年に吉田町1丁目 - 湊川公園西口に短縮(元々は臨41を名乗っていた)され、2001年の改正で廃止された。
- 旧100系統：旧100系統は新開地から須佐野通・清盛塚・和田岬経由で吉田町1丁目へ向かう。磯上公園 - 三宮駅前 - 平野 - 新開地では7系統と同経路。1987年頃に設定されて、1992年の改正で廃止された。

ダイヤおよび停留所
朝夕ラッシュ時は7・8分間隔で、日中は10～12分間隔となっている。早朝・深夜には間隔が開く。
全線通しが基本であるが、深夜時間帯には下り便で新開地止まりが、上り便で三宮駅前止まりが設定されている。このほか、早朝の下り便については山本通3丁目始発と中央区役所前始発が各2本設定されている。
2023年4月より三宮駅前の整備の進展に伴い、市民福祉交流センター方面行の三宮駅前バス停が廃止となった(神戸駅方面は変更無し)。これにより、深夜時間帯の三宮駅前止まりが三宮町1丁目止まりに変更となった。

### 18系統
運行区間
- 18：JR六甲道 - 阪急六甲 - 摩耶ケーブル下 - 布引 - 地下鉄三宮駅前←三宮駅ターミナル前
- 18：JR六甲道 - 阪急六甲 - 摩耶ケーブル下 - 新神戸駅前 - 布引 - 地下鉄三宮駅前←三宮駅ターミナル前
- 18：摩耶ケーブル下 - 布引 - 地下鉄三宮駅前←三宮駅ターミナル前
- 18：摩耶ケーブル下 - 新神戸駅前 - 布引 - 地下鉄三宮駅前←三宮駅ターミナル前
- 18：JR六甲道 - 阪急六甲 - 摩耶ケーブル下
- 18（急行便）：三宮ターミナル前 → 地下鉄三宮駅前 → 新神戸駅前 → 摩耶ケーブル下
- 18：阪急六甲 - 摩耶ケーブル下 - 布引 - 地下鉄三宮駅前

概要・沿革
18系統は、灘区の六甲道駅から、摩耶ケーブル下を経て三宮駅までを結ぶ路線である。2系統の補完路線であると同時に、2系統 が通らない摩耶ケーブル駅や新神戸駅(2003年より)への直接乗り入れを行っている。
摩耶ケーブル下を出ると「桜のトンネル」の中を通り抜ける唯一のバス路線で、春の満開時には地域ニュースなどで取り上げられることもある。全体的には観光路線としての性格が強い。
主に中央営業所が運行している路線であるが、2000年代の一時期に石屋川営業所も加わったことがあった。2024年4月改正後に、中央南営業所が運行に加わり、2025年4月1日より、神姫バス(平日朝のみ)と共同運行路線となった。
三宮側では始発停留所と終着停留所が異なっており、始発のバス停は29系統や64系統と同じくJR三ノ宮駅南側のバスターミナルにある。終着のバス停は2023年より地下鉄三宮駅前になった。それ以前は地下鉄三宮駅前を出て、左折して三宮駅前まで運行されていた。2025年4月1日から土休日ダイヤに地下鉄三宮駅前発と阪急六甲発着便が設定された。
過去には、1998年から2007年までは阪神前(現:三宮センター街東口)を、1987年から1998年まではメリケンパークを、1987年以前は貿易センター前を発着していた。
1998年より2系統に代わり、JR六甲道まで路線が延伸された。
延伸前の方向幕装備車は標準的な表記[１８摩耶ケーブル下]が使われていた。
延伸後の方向幕装備車は緑文字[１８摩耶ケーブル下](経由地は行先の下に橙文字で表記)に変更された。
LED装着車は通常の表記[１８摩耶ケーブル下]が使われる。
新神戸駅経由便は反転表示[１８摩耶ケーブル下](経由地は行先の下に反転文字で表記)が使われている。
側面のLEDの経由地表示は、2系統と異なり通過した経由地は消灯される。
並行している2系統は、2009年3月まで全便がツーステップバスであったが、本系統はそれ以前よりワンステップバスでの運行も行われていた。現在は全便ノンステップバスで運行されている。

平日ダイヤの朝に摩耶ケーブル下行き2本が学校特別便として運行されている。途中、地下鉄三宮駅前・布引・青谷・神戸高校前のみ停車する通学に特化したバスで、休校日は通常の18系統摩耶ケーブル下行きとして運転される。この便は2025年4月1日より、新たに共同運行となった神姫バスが担当している。

2021年度より急行便が運転されている（4月~11月）。これは前年まで運転していた六甲・摩耶急行バスの路線を、摩耶ケーブル下までに短縮したものである（六甲ケーブル下へはJR六甲道駅発の106系統急行便が新設された）。
月水木と金土日祝で運転本数が異なっており、前者は三宮ターミナル前発3本・摩耶ケーブル下発2本、後者は三宮ターミナル前発7本・摩耶ケーブル下発4本となっている。また、摩耶ケーブルが運休となる火曜日はバスも運休となる。この急行便は途中、地下鉄三宮駅前と新神戸駅前にのみ停車する。
2022年・2023年は、GW期間と夏季～秋季（7月末頃～11月末頃）の金土日祝の運転となり、便数も三宮ターミナル前発5本・摩耶ケーブル下発4本に減便となった。
2024年・2025年は、GW期間と夏季～秋季（7月末頃～11月末頃）の土日祝の運転となり、三宮ターミナル前発3本のみに減便され復路便の設定が消滅した。
ダイヤおよび停留所
- 平日は1時間に1〜3本で、昼間時は1時間に1本。土曜・休日は概ね1時間に2本で、全時間帯で平日よりも本数が多く設定されている。
  - 2024年4月1日改正で、平日・土休日の10時～20時の三宮バスターミナル発の時間が統一され、平日毎時00分発、土休日毎時15分45分発となった。JR六甲道側も平日毎時58分、土休日毎時15分45分発に大半の便が統一された。

- 新神戸駅前への乗り入れは新神戸駅前発が10時台〜14時台の便となっている。
  - 2024年4月1日改正で、平日ダイヤの新神戸駅前への乗り入れが取りやめられた。

- 観音寺北バス停が設置されるまでは、東行き便にも観音寺バス停があった。西行き観音寺バス停の西斜め前の電柱付近に簡易的なバス停ポールがあり18系統専用のバス停であった。観音寺北バス停が出来た際に廃止され、現在の西行きのみ観音寺バス停に停まる形となった。
- 摩耶ケーブル下止まりの便の設定は六甲道方向からは平日ダイヤの夜1便のみであるが、行楽期には昼間時にも摩耶ケーブル下止まりの臨時便が運行されることもある。
- 路線開設から長らく三宮方面から摩耶ケーブル下までの運転であったが、1998年にJR六甲道駅まで路線延長がされてからは、早朝と深夜のみであった。2010年代の改正で土休日ダイヤの朝に1本のみ新神戸駅前経由の摩耶ケーブル下止まりが設定され、2023年の改正で13時台にも1本設定された。この2便は2024年4月1日改正で廃止され、再び摩耶ケーブル下止まりは早朝と深夜のみになった。
- 前述の通り、2023年4月より三宮駅前の整備の進展に伴い、地下鉄三宮駅前 → 三宮駅前の区間が短縮され三宮方面の終点は地下鉄三宮駅前となった(三宮側の始発停留所は、三宮駅ターミナル前のまま変更無し)。

### 29系統
運行区間
- 29：三宮駅ターミナル前 - 税関前 - 摩耶埠頭 - 日赤病院前 - 三宮駅ターミナル前
- 29：三宮駅ターミナル前 - 税関前 - 摩耶埠頭 - 摩耶埠頭東 - 日赤病院前 - 三宮駅ターミナル前
- 29：三宮駅ターミナル前 - 税関前 - 摩耶埠頭

概要
29系統は、中央区および灘区の路線で、三宮駅を起点として神戸港の摩耶埠頭とを結ぶ路線である。一部の便は摩耶埠頭東を通る。途中、有料の摩耶大橋を経由する。途中港湾部の工業地帯を経由し、ほとんど住宅地がないため、朝夕のラッシュ輸送に特化している。29系統の乗り入れでHAT神戸地域における朝夕の利便性が向上している。
ダイヤの関係上64系統に使用されるやや大型のバスが使用されることがある。

当系統は循環系統のため、系統表示で摩耶埠頭先行かHAT神戸先行かを表している。
摩耶埠頭先行便：29摩耶埠頭→HAT神戸
HAT神戸先行便：29HAT神戸→摩耶埠頭
現在のLED表示では、摩耶埠頭東経由便に関しては違いを出していない(上記の摩耶埠頭の部分が摩耶埠頭東になる)が、かつての方向幕では色を使い分けして下記のパターンが存在した。
摩耶埠頭先行便：29摩耶埠頭→HAT神戸
HAT神戸先行便：29HAT神戸→摩耶埠頭
摩耶埠頭先行便・摩耶埠頭東経由：29摩耶埠頭東→HAT神戸
HAT神戸先行便・摩耶埠頭東経由：29HAT神戸→摩耶埠頭東
また当路線は、布幕の時代からLEDの時代に至る今日まで、行先の下部に英字表記が併記されている。
沿革
運行開始から長らく三宮駅 - 税関前 - 摩耶埠頭間の運行であった。2005年4月1日に、現在のHAT神戸を経由する循環運転となり、2006年4月1日に、脇の浜住宅中央 - 三宮駅ターミナル間を東遊園地前経由から市道生田川右岸線・新生田川経由とした。
2025年のダイヤ改正前の運用過渡期に水素バスが一部便に充当されていた。
2025年4月1日より、神姫バスとの共同運行路線となった。
ダイヤおよび停留所
前述のとおり、平日・土曜・休日とも朝夕は本数が多い（平日で最短5分毎、土曜で最短10分毎、休日で最短15分毎）が、昼間は午前が摩耶埠頭先回りで1時間あたり1〜2本、午後が日赤病院先回りで1時間あたり1〜2本の運行となっている。これは、HAT神戸の利便性を考慮したものである。循環運転が基本であるが、平日ダイヤの朝には三宮駅ターミナル前 - 税関前 - 摩耶埠頭の便が3往復設定されている。また、摩耶埠頭東は朝・夕のみの運行で、日中は通らない。

### 62系統
運行区間
- 62：谷上駅 - 箕谷駅 - 松が枝町2丁目 - 大原3丁目 ← 神戸北町
- 急行62：谷上駅 → 箕谷 → 日の峰1丁目 → 大原3丁目（朝1便と平日夜）
- 62：蔵本 → 日の峰5丁目 → 日の峰4丁目 → 松が枝町2丁目 → 箕谷駅 → 谷上駅（朝1便のみ）

概要・沿革
62系統は、北神急行が開業した1988年から谷上駅と神戸北町（現・日の峰2）を結ぶ路線として存在していたが、1995年頃に運行が休止された（当時は神鉄バスと共同運行を行っていた）。
その後、北神急行の市営化に合わせて2020年6月1日に路線が復活した。
休止された間に62系統は、有野営業所で有馬中学校前 - 五社駅前 - 岡場駅前 - 藤原台北町２丁目を走る路線として存在したが、有野営業所の閉所に伴い路線が阪急バスに譲渡されたのち、2016年の路線再編で62系統は廃止となっている。

2025年4月1日より、「市バス62系統急行便の実証実験運行(概ね３年間)」として、日の峰１経由便を急行便に変更となった。また平日ダイヤが大幅に変更され、一部便を除き谷上駅の発時間が00分か30分に統一、20時以降に急行便が設定され増便。23:30発の最終便は三宮を23:11に出る谷上行きの市営地下鉄からの接続となり、急行64系統(最終便23:00)より三宮を遅く出ても神戸北町方面へ帰宅が可能となった。また、神戸北町発が2便増発された。
ダイヤおよび停留所
朝と平日夜の時間帯は谷上発は箕谷駅から先は急行64系統と同じ日の峰1経由のルートを走る。これは2025年4月1日より急行便となった。蔵本発は111系統の蔵本バス停が始発で、日の峰からは昼と同じ松が枝町2経由で、逆の蔵本行きはない。昼以降は全て松が枝町2経由となり、神戸北町行きは毎時1~2本が設定されているが、逆の神戸北町発は本数が非常に少なく6本(土休日は4本)のみで16時台(土休日は14時台)が最終便となる。

### 64系統
運行区間
- 64：三宮駅ターミナル前→箕谷駅前→日の峰1丁目→日の峰2丁目→大原3丁目
- 64：三宮駅ターミナル前→箕谷駅前→松が枝町2丁目→日の峰2丁目→大原3丁目
- 64：三宮駅ターミナル前→箕谷駅前→日の峰2丁目
- 64：三宮駅ターミナル前→箕谷駅前
- 64：三宮駅ターミナル前→日の峰2丁目→大原3丁目（箕谷駅前：通過）
- 64：三宮駅ターミナル前→日の峰2丁目（箕谷駅前：通過）
- 64：神戸北町→日の峰2丁目→日の峰1丁目→箕谷駅前→地下鉄三宮駅前
- 64：神戸北町→日の峰2丁目→松が枝町2丁目→箕谷駅前→地下鉄三宮駅前
- 64：神戸北町→日の峰2丁目→地下鉄三宮駅前（箕谷駅前：通過）
- 64：神戸北町→地下鉄三宮駅前（箕谷駅前・日の峰2丁目：通過）
- 64：日の峰2丁目→箕谷駅前→地下鉄三宮駅前
- 64：日の峰2丁目→地下鉄三宮駅前（箕谷駅前：通過）
- 64：箕谷駅前→地下鉄三宮駅前

概要
64系統は、中央区および北区の路線で、神戸北町地域と三宮駅の間を直接結んでいる。神戸市バスでは唯一の急行便であり、地下鉄三宮駅前 - 新神戸駅前の間の停留所には停車しない。途中新神戸トンネルを通り、トンネルが路線全体のうち約半分を占めている。トンネルの箕谷料金所脇には駐車場が整備されており、全国に先駆けてパークアンドライドを実施している。
中央区 - 箕谷の輸送では神戸電鉄有馬線と競合するが、運賃・所要時間の面で神戸市バスが圧倒的に優位である。神戸電鉄はほぼ全ての路線において、不利な条件下でのバスとの競合を強いられている。（神戸電鉄粟生線、神姫バス三田営業所#特急三ノ宮線および恵比須快速線（神姫バス）も参照）
先述のとおり中央区～箕谷の輸送は運賃・所要時間の面で市バスが有利であるためにほぼ終日にわたり乗客は非常に多い（特にラッシュ時には1台では乗り切れず、次のバスに乗る光景も見られる）。そのため2000年から一般の車両より若干車長の長い「ロングバス」といわれる車両が導入されている(2000年に導入されたロングバスは流れ星のラッピング(通称：流星号)が施されており判別は容易だった)ほか、2010年からは座席を一部減少させて立ちスペースを増やした「ラッシュ型」と言われるノンステップバスも導入されている。

直通系統や松が枝町2経由の便があるため、行先表記には一部を反転させたりする工夫がされている。
LEDの系統表示は急の下に64が表記される。また直通は縦書きである。
通常表示：急64三宮
箕谷通過便：急64三宮直通
日の峰・箕谷通過便：急64三宮直通
松が枝町経由便：急64三宮(松が枝町2経由)：経由地書きは行先の下

方向幕の時代は、緑や青の色で使い分けがされていた（松が枝町2経由は未開業）。
LEDと違い、前面の系統や直通表記は横書きで表示されていた。
通常表示：急64三宮(箕谷駅 新神戸駅経由)：経由地書きは行先の下
箕谷通過便：急64三宮(直通)
日の峰・箕谷通過便：急64三宮(直通)

沿革
1976年、新神戸トンネル開通と共に路線開設。当時は三宮駅前 - 箕谷駅前の運転であった。
1990年、神戸北町まで延伸。
2016年4月1日、一部の便が松が枝町2丁目経由となる新ルートが開設。

かつて64系統の補完系統として三宮～新神戸駅間の28系統が1970年代~1980年代に存在した（新神戸駅のバス停は現在の18系統の新神戸駅前と同じ位置に設置。当時は64系統の三宮方面もこのバス停を使用していた）。末期は1本の運行であった。
現在28系統は、西神営業所で使用されている。
ダイヤおよび停留所
乗客の流動の観点から、神戸北町方面行きは夕方、三宮方面行きは朝に本数が増える。
平日・土曜日の朝の三宮方面行きの一部は日の峰2丁目と箕谷駅前または箕谷駅前のみを通過し、夕方の神戸北町方面行きの一部は箕谷駅前を通過する（箕谷駅前・日の峰2丁目へ行くには回り道をする必要があるため）。これにより、平日朝の三宮行きの一部の便は途中で後続の便に追い抜かれるため、桂木3丁目以遠の停留所にはその旨の掲示がある。2022年現在のダイヤでは神戸北町発6:30頃～8:30頃の便と三宮駅ターミナル前発17:30頃以降の便がそれに該当する。この時間帯は、日の峰2丁目と箕谷駅前始発の便がそれぞれ設定されている（日の峰2丁目始発便も大半が箕谷駅前を通過する）が、夕方の神戸北町方面行きに箕谷駅前行きは存在しないため、箕谷駅前に乗り入れる便は毎時2~3本となっている。
松が枝町2丁目経由の便は日中時間帯に1時間に1本の運行で、全便が箕谷駅前・日の峰2丁目に停車するが、日の峰1丁目は通らず、松が枝町は三宮行きのみの停車となる。
土曜日の朝に3本のみ日の峰2丁目止めの便が存在する。2024年改正で1本減便された。
名目上は、起点が三宮駅ターミナル前・終点が神戸北町であり、神戸北町行きは、時刻表やバスの行先表示は「神戸北町」となっているが、実際は神戸北町へ行く便は皆無であり、すべての便が1つ手前の大原3丁目が終点となっている。これは、神戸北町では神戸北町操車場と車道に直接面した住宅が建ち並んでいる関係で降り場のバス停が設置できない他、大原3丁目の降り場の位置が神戸北町と至近距離(神戸北町と三宮行きの大原3丁目の間にある)になっているためである。また、三宮駅ターミナル前は往路のみの設定で、復路はターミナルに入らず、三宮駅前が終点となっていたが、2023年4月より三宮駅前の整備の進展に伴い、地下鉄三宮駅前 → 三宮駅前の区間が短縮され三宮方面の終点は地下鉄三宮駅前となった。
運賃
対距離制を採用。

### 101系統
運行区間
- 三宮駅ターミナル前→若菜通5→筒井町3→HAT神戸→脇の浜住宅西→三宮駅ターミナル前
- 三宮駅ターミナル前→新生田川→脇の浜住宅西→HAT神戸→阪急春日野道→三宮駅ターミナル前
- 三宮駅ターミナル前→若菜通5→筒井町3→HAT神戸→脇の浜住宅西→第五突堤
- 脇の浜住宅西→HAT神戸→阪急春日野道→三宮駅ターミナル前

概要・沿革
三宮駅とHAT神戸を結ぶ路線として開設された。当初は脇の浜住宅西までの運行で、当時HAT神戸を東西に横切る道路は脇の浜住宅西付近で途切れていたため西行きのバス停で降ろしたあと突き当たりのところでUターンをしてから東行きバス停で乗車していたが、のちに新生田川を渡り全ての区間が開通したため中央営業所がある第五突堤バス停まで延長された。
2016年4月1日のダイヤ改正で路線を変更し、一部の便を除いて第五突堤を通らずに三宮駅ターミナル前に戻る循環路線となった。左回りと右回りで全くルートが異なる。左回りはJRより南側を走り、阪神春日野道に近い方の道路を走ってからHAT神戸を経て三宮に戻る。右回りはかつては旭通3丁目と若菜通5丁目の間で右折し、生田川に沿って走ってHAT神戸を先に通り、阪急春日野道 - 国香通5丁目間は元急行1系統のバス停に止まり、三宮に戻っていたが、のちの経路変更で国香通5丁目へ向かわずに若菜通5丁目を経由するようになった。

車両は、開設された当時は赤バスや石屋川営業所から32系統で使用された中型車が貸し出され、2001年に「民話の里 ふきあい」のラッピングを施した本系統専用の中型ノンステップバス（三菱ふそう・エアロミディ）が3台導入されたが、2013年に2台がラッピングを施したまま松原営業所に転属、1台は神戸交通振興に譲渡され、ラッピング車の運行が一時的になくなった。その後2015年に松原営業所に転属した1台が中央営業所に戻り、ラッピング車の運行が復活したが、2019年4月に魚崎営業所に転属したため、再びラッピング車の運行がなくなった。

開業以来、中型車のみでの運行となっていたが、2019年4月より大型車での運行も開始された。

2025年4月1日より、神姫バスとの共同運行路線となった(平日ダイヤの約半数を担当)。また土休日に水素バスが充当されるようになった。
ダイヤおよび停留所
循環運転が主体となっており、右回り・左回りともに8時台後半から17時台までの運行で、1時間におよそ1本程度。そのうち右回りの3本は脇の浜住宅西が始発となっている。循環運転開始後、脇の浜住宅西→第五突堤間は支線のような扱いとなり、本数は大幅に削減されて1日に2本だけになった。また、第五突堤は降車のみで、乗車扱いはなくなった。

### 111系統
運行区間
- 111：箕谷駅前 - 山田小学校前 - 丹生神社前 - 衝原
- 111：谷上駅 - 箕谷駅前 - 山田小学校前 - 丹生神社前 - 衝原

概要・沿革
111系統は、北区の神戸電鉄有馬線箕谷駅と、北区山田地区とを結ぶ路線である。沿線の箕谷側では青葉台・柏尾台・日の峰といった新興住宅地と近接するものの、団地内に直接乗り入れず昔からの集落を通るため、利用者はそれほど多くなく、完全な生活路線である。
2013年5月に有野営業所が閉所してから2020年6月の62系統運行開始までの期間は、神戸市バスで全区間が神戸市北区内のみを運行する唯一の路線であった。
2020年6月1日からは一部の便が地下鉄北神線の谷上駅まで延長された。
小橋 - 蔵本間では国道428号を走行し、神姫バスの三ノ宮‐吉川線と並走する。なお、神姫バスは小橋以外の停留所には停車しない(但し神姫バスは3往復の運行しかない)。また、ほぼ全線で神姫バスの西脇急行線と並走（ただし神戸市バスは旧道、神姫バスは新道を走る）するが神戸市バスの停留所には停車しない。蔵本からは朝の1便のみ62系統の谷上行きが出ている。
1982年までは車掌が乗務する路線で、中扉のみ装備したツーマン専用車が使用されていた。またかつては有野操車場（のちの有野営業所）が運行を担当していた。
80年代初頭頃までは下衝原まで路線が行っていた。
ダイヤおよび停留所
平日・土曜・休日とも、昼間は1時間あたり1〜2本の運行となっている。

谷上発着は、2023年現在、平日は谷上行き9本・衝原行き8本、土曜日5本ずつ、日曜日は谷上行き3本・衝原行き4本、と少ないが、平日の本数は設定当初よりも数本増えていた。
2025年4月1日改正で平日は谷上行き5本・衝原行き4本、土日祝は谷上行き1本・衝原行き2本に大幅削減された。
運賃
神戸市営バスの均一区間から外れるため、距離に応じて運賃が異なる。

### 129系統　新港町三宮循環
運行区間
- 129：三宮駅前(神戸阪急北側29系統乗り場) → 税関前 → アリーナ前 → 新港町 → 神戸市立博物館前 → 京町筋 → 三宮駅前

概要・沿革
2021年4月1日より運行を開始。神姫バスとの共同運行で三宮から新港町、京町筋を経て三宮に戻ってくる一方向循環。
ただし、循環系統であるが、三宮駅前や新港町を跨いだ乗車はできない。
2023年4月3日の便から、神戸市バス運行便が水素バスに置き換えられた。但し増備までの当分の間は、車両検査の関係で火曜日は一般車の代走となる。
2025年4月1日より、神戸ポートオアシス前バス停が廃止され、新たに税関前・アリーナ前の各バス停に停車する。

当路線は129系統の番号が割り振られているが、車両の行先表示には系統番号は表示されておらず、[新港町][三宮駅前]の表示である。
神戸市バスの時刻表のHPやバス停に記載の時刻表も新港町表記であり、各バス停の時刻表ページにのみ129系統の表記が使われている。
ダイヤおよび停留所
平日朝の時間帯のみに運行される。7時台と8時台は4本で2本が市バスの担当で残り2本が神姫バスの担当、9時台は2本で両者で1本ずつの運行で、神姫バスの担当便に特高車が入ることもあった。
2023年4月の改正で神姫バスの担当便が2本減便されて、7・8時台は各3本（市バス2本、神姫バス1本）となった。
2024年4月の改正で神姫バスの担当便が1本減便された(合計で市バス5本、神姫バス1本運行)。また、神姫バスの起点が新港町に変更された。
2024年10月の改正で神姫バスが担当から外れた(合計で市バス5本)。
時間調整が新港町で行われるため、かつては時間によっては市バスと神姫バスが縦列停車することがあった。

## 廃止・撤退路線

### 11系統
地下鉄海岸線開業前は、栄町を経由して三宮まで足を延ばしていた。
現在は松原営業所の担当。

### 25系統
一部便を担当していた（方向幕が用意されていた）。
現在は松原営業所の担当。

### 26系統
布引営業所時代や中央営業所に移管当初に一部便を担当していた（方向幕が用意されていた）。

### 39系統
布引営業所時代や中央営業所に移管当初に一部便を担当していた（方向幕が用意されていた）。
2004年に市営バスが撤退し阪急バスに完全移管され、2023年に丁字ヶ辻以南が廃止となった。

### 40系統
布引営業所時代や中央営業所に移管当初に一部便を担当していた（方向幕が用意されていた）。
2004年に市営バスが撤退し阪急バスに完全移管され、2023年に丁字ヶ辻以南が廃止となった。

### 66系統
現在は落合営業所・中央南営業所の担当。

### 100系統
2017年より一時期、担当になっていた。
現在は魚崎営業所の担当。

### 158系統
現在は阪急バスの単独運行路線となったため廃止。

### 六甲・摩耶急行バス
運行区間
急行：三宮駅ターミナル前（復路は三宮駅前）～地下鉄三宮駅前～新神戸駅前～摩耶ケーブル下～六甲ケーブル下
概要
2019年の夏期と秋期、2020年の夏期と秋期に運行された。1日5往復。
2021年春期より、18系統急行便(三宮駅ターミナル前～摩耶ケーブル下)と、106系統急行便(JR六甲道駅～六甲ケーブル下)に系統が分断された。

### 201系統　若菜・宮本・三宮線
運行区間
- 201：元町1丁目 → 加納町3丁目 → 阪急春日野道 → 若菜通5丁目 → 三宮センター街東口 → 元町1丁目
- 201：国香通5丁目 → 阪急春日野道 → 若菜通5丁目 → 三宮センター街東口 → 元町1丁目(始発便)
- 201：元町1丁目 → 加納町3丁目 → 阪急春日野道 → 若菜通5丁目 → 三宮センター街東口(最終便)

概要・沿革
実験運行の路線で、2024年10月1日から同年12月27日まで運転され、1便平均23人(1日平均138人)を目指していた。
しかし、1便平均6人(1日平均37人)と振るわず、実験期間終了と共に運行終了した。
全便大型車による運行がされていた。

ダイヤおよび停留所
平日のみ6便が運行されていた。
「中央区役所で10時からの講座や14時からの会議」 「大丸の開店時刻」に合わせたバス時刻のご要望にお応えというコンセプトに沿って、市役所前(中央区役所最寄りバス停)や元町1丁目(大丸最寄りバス停)に10時・14時の少し前に到着するダイヤが組まれており、他便も最終便を除いて終点に00分の少し前に到着するダイヤになっている。
経路は一方向循環になっており、元町1丁目(2・92系統のりば)から国香通1丁目までは急行1系統の経路(フラワーロード→山手幹線)で走行し、阪急春日野道駅を過ぎたあたりで南へ下って筒井町1丁目バス停へ向かう。
筒井町1丁目から先は101系統と同じ経路で進むが、三宮駅ターミナルには入らずに、三宮センター街東口バス停・元町1丁目方面へ向かう。終点の元町1丁目バス停の場所は大丸西側にある。なお、走行経路上であるが三宮駅前・三宮神社の両バス停には停車しない。
始発便は国香通5丁目発、最終便は三宮センター街東口止りとなっていた。

## 車両
以前はいすゞ自動車製で統一されていた関係で、中央営業所所属の車両の車両番号はいすゞ自動車製に割り当てられる300〜599を使用している。以前は、日野自動車製、いすゞ自動車製、三菱ふそうトラック・バス製、UDトラックス（旧:日産ディーゼル）製の4メーカーがそろっていたが、2022年現在は日野車が全車転出したため、3メーカーが在籍している。なお、ワンステップバスと中型車については、いすゞ製のみの在籍となっている。

## 垂水支所
神戸市バス中央営業所垂水支所（こうべしバスちゅうおうえいぎょうしょたるみししょ）は、兵庫県神戸市垂水区にある中央営業所傘下の支所（営業所）。最寄バス停は垂水警察署前である。
配置車両に表示されている営業車を表す記号は山陽バス垂水営業所と同じく「垂」である。
主として垂水区を通る路線を担当している。また、垂水営業所担当のほとんどの路線で山陽バスとの共同運行となっている。
運行は中央営業所・石屋川営業所と同じく神戸市交通局の直営で行っている。

### 沿革（垂水支所）
垂水営業所は、垂水区内のバス路線を担当する営業所として、1976年に「垂水運輸事務所」として誕生した。その際、元々この地区の路線を担当していた「玉津運輸事務所」が、操車場に格下げの上で垂水運輸事務所の支所となった。
垂水営業所の担当する路線では、1982年に変更されるまで、「前乗り後降り」方式の乗降方法を採用していた。この為、同営業場に配置されていたバスの仕様は、他の営業所の車両とは異なり、車体側面の方向幕が前扉の直後に設置されていた。但し玉津操車場の担当路線は、早い時期に「後乗り前降り」方式に変更された為、方向幕が後部扉の前に設置されるなど、垂水営業所の管理下でありながら、仕様は異なっていた。
垂水営業所が「後乗り前降り」方式に変更されてからは、車体仕様も他の営業所と同じ様になっている。
2014年12月1日より「つり銭方式」から「両替方式」に変更された。
2020年11月1日、共同運行する山陽バス垂水営業所内に清水が丘営業所が分離開設された。それに伴い一部の担当路線（後述）を移管した。
2024年4月1日、「垂水営業所」から「中央営業所垂水支所」に変更された。

### 現行路線（垂水支所）
全路線が山陽バスと共同運行している。それ以外の大半の路線も清水が丘営業所（山陽バスへ業務委託）や西神営業所との共同管轄が多く、担当路線の変更が度々行われている。
市バス普通区全線定期券と4000円市バス昼間専用カードでは乗車できない。

#### 50系統
運行区間
- 50：朝霧駅前 - 明舞北センター - 大門橋 - 学園都市駅前

概要
- 清水が丘営業所、西神営業所、山陽バスとの共同運行

ダイヤおよび停留所
- 平日朝ラッシュ時は本数が多くなるが、それ以外は1時間に2本程度が運行される
- 山陽バスとの比率は大体1:1である

#### 51系統
運行区間
- 51：舞子駅前 - 学園正門前 - 県商前 - 舞子高校前 - 学園都市駅前

概要
- 清水が丘営業所、西神営業所、山陽バスとの共同運行

ダイヤおよび停留所
- 2017年3月31日までは、神戸市バス担当は舞子駅前 - 県商前のみであったが、翌日より全区間走行する便にも充当されるようになった
- 平日朝夕ラッシュ時は本数が多くなるが、それ以外は1時間に4本程度が運行される
- 朝晩を中心にいくつかの便は県商前止まりである

#### 52系統
運行区間
- 52：舞子駅前 - 西岡橋 - 明舞北センター - 朝霧駅前

概要
- 清水が丘営業所、西神営業所、山陽バスとの共同運行

ダイヤおよび停留所
- 平日朝ラッシュ時は1時間に3本、それ以外は1時間に2本程度が運行される
- 山陽バスとの比率は大体1:1である

#### 53系統
運行区間
- 53：舞子駅前 - 西岡橋 - 舞子高校前 - 学園都市駅前
- 53：舞子駅前 - 西岡橋 - 舞子高校前 - 学が丘
- 53：本多聞7丁目 - 舞子高校前 - 学園都市駅前
- 53：舞子駅前 ← 西岡橋 ← 舞子高校前(舞子高校前回転地始発)
- 直53：舞子駅前 → 神戸国際大学附属高校(市バス垂水2便、山陽バスが2便のみ)

概要
- 清水が丘営業所、西神営業所、山陽バスとの共同運行

ダイヤおよび停留所
- 全日を通して朝夕ラッシュ時に本数が増え、それ以外は1時間に4～6本程度が運行される
- 舞子高校前回転地発便は平日朝に10便、土日祝朝に1便が運行されている
- 直53は山陽バスでは「学系統」と称されている
- 学が丘・本多聞7丁目発着便は早朝深夜に運転される

#### 54系統
運行区間
- 54：舞子駅前 - 西岡橋 - 多聞団地センター - 学園都市駅前
- 54：舞子駅前 - 西岡橋 - 多聞団地センター
- 54：大門橋 - 多聞団地センター - 学園都市駅前
- 直54：舞子駅 → 大門橋 →（直通）→ 本多聞2丁目 → 学園都市駅 （市バス垂水3便、山陽バスが2便のみ）
- 直54：本多聞３丁目 → （直通） → 大門橋 → 舞子駅前 （市バス1便のみ）

概要
- 清水が丘営業所、西神営業所、山陽バスとの共同運行

ダイヤおよび停留所
- 全日朝ラッシュ時と平日夕ラッシュに本数が増え、それ以外は1時間に4本程度が運行される
- 多聞団地センター・大門橋発着便は早朝深夜に運転される
- 直53は山陽バスでは「学系統」と称されている

#### 55系統
運行区間
- 55：朝霧駅前 - 明舞北センター - 神陵台 (- 伊川谷高校前(山陽バスのみ))

概要
- 清水が丘営業所、西神営業所、山陽バスとの共同運行

ダイヤおよび停留所
- 平日朝夕ラッシュ時に本数が増え、それ以外は1時間に3～4本程度が運行される
- 神陵台行きと伊川谷高校前行きは、2:1程度の割合で運行されている

#### 56系統
運行区間
- 56：学園都市駅前 → 小束山6 → 学園緑が丘 → 小束山手2 → 学園都市駅前(小束山6先行)
- 56：学園都市駅前 → 小束山手2 → 学園緑が丘 → 小束山6 → 学園都市駅前(小束山手2先行)
- 56：学園都市駅前 → 小束山6 → 学園緑が丘 → 小束山手2

概要
- 清水が丘営業所、西神営業所、山陽バスとの共同運行

ダイヤおよび停留所
- 2011年3月31日までは、学園都市駅前 - 小束山6 - 学園緑が丘の運行であったが、翌日より小束山手を周り学園都市駅前に向かう循環路線となった
- 朝から昼にかけて小束山手2先行便が、昼以降は小束山6先行便が運行されている
- 早朝と日中・土休日の夜間は1時間に2本、それ以外は1時間に3～4本程度が運行されている
- 小束山手2止まりは深夜に運行される

#### 57系統
運行区間
- 57： 垂水東口 → 王居殿3丁目 → 青山台 → 塩屋大谷 → 垂水東中学校前 → 王居殿3丁目 → 垂水東口

概要
- 垂水東口から王居殿を経由して、美山台1丁目から先、青山台方面を片循環する路線である。

沿革
- 2007年４月1日　開設。
  - 当初の路線形態は、青山台から垂水東口を経て垂水東中学校前までを結ぶ路線となっていて、起点は青山台・終点は垂水東中学校前であり、垂水東口は中間停留所であった。そのため、青山台 - 垂水東中学校前間は2度通る形になっていた。また、垂水東口の乗り場はバスターミナル内ではなかった。
- 2014年4月1日　山陽バスとの共同運行開始。同時に垂水東口の乗り場をバスターミナル内に変更

ダイヤおよび停留所
- 1時間に1～2本程度が運行されるが、神戸市バス担当便は日中時間帯のみである。
- 全線通しが基本であるが、区間便として朝に青山台始発が2本、日中と夕方に垂水東中学校前止まりが1本ずつ存在する。なお、区間便については青山台始発は山陽バス便と神戸市バス便が1本ずつ設定されているが、垂水東中学校止まりは神戸市バス便のみとなっている。
- 神戸市バス・山陽バスともに中型車のみの運行となっている。

#### 59系統
運行区間
- 59：垂水駅 - 細道下 - 学園正門前 - 舞子駅前

概要
- 清水が丘営業所、山陽バスとの共同運行

ダイヤおよび停留所
- 日中のみの運行で1時間に2本程度が運転される

#### 161系統
運行区間
- 161：学園都市駅前 → 小束台 → 舞多聞西5 → 舞多聞口 → 学園都市駅前(小束台先行)
- 161：学園都市駅前 → 舞多聞口 → 舞多聞西5 → 小束台 → 学園都市駅前(舞多聞先行)
- 161：学園都市駅前 → 舞多聞口 → 舞多聞西5 → 小束台 → 順心神戸病院前

概要
- 清水が丘営業所、西神営業所、山陽バスとの共同運行

ダイヤおよび停留所
- 朝から昼にかけて小束台先行便が、昼以降は舞多聞先行便が運行されている
- 平日朝ラッシュ時は1時間に6本、それ以外は1時間に2本程度が運行されている
- 順心神戸病院前止まりは深夜に運転される

### 廃止・撤退路線（垂水支所）

#### 15系統
運行区間
- 15：名谷駅前 - 北須磨高校前 - 桃山台 - 青山台（朝に桃山台始発便がある）

概要
- 開通時から2012年3月31日まで担当していた
- 落合営業所との共同管轄を経て、現在は落合営業所が単独で担当

#### 48系統
運行区間
- 48：垂水駅 - 星陵高校前 - 舞子高校前 - 学園都市駅前

概要
- 171系統と共同路線。山陽バスが全便担当。

ダイヤおよび停留所
- 平日8時~19時の間で毎時1本程度の運行
- 土休日は1日6本の運行で朝に殆ど運行されていない

#### 58系統
運行区間
- 58：朝霧駅 - 神陵台 - 伊川谷高校前 - 伊川谷駅前

概要
- 2006年4月に西神営業所に移管

#### 121系統
運行区間
- 121：学園都市駅前 - 掖済会病院前 - 大門橋 - 西部障害者センター

概要
- 現在は清水が丘営業所と山陽バス(2017年4月1日より)の共同運行

#### 171系統
運行区間
- 171：垂水駅 - 星陵高校前 - 掖済会病院前 - 学園都市駅前

概要
- 48系統と共同路線。神戸市バスが全便担当。
- 開通時から2020年10月31日まで担当
- 2020年11月1日分離開設の清水が丘営業所の担当に変更

### 車両（垂水支所）
- 以前は日野自動車製で統一されていた関係で、垂水営業所所属の車両の車両番号は日野自動車製に割り当てられる700-999を使用している。現在は、日野自動車製、いすゞ自動車製、UDトラックス（旧:日産ディーゼル）製の３メーカーがそろっている。

かつて当営業所において、カーテンをなくし、代わりに茶色系のスモークガラスを採用したツーステップバス（日野・ブルーリボン）が試験的に1台導入された。スモークガラスにおいては、1999年に導入されたノンステップバスより緑系のものが採用され、後に青系が導入された。そのあと2011年に当営業所と中央営業所に1台ずつ、いすゞ・エルガで黒系の濃いものが試験導入され、2012年の途中に導入された車両から本採用されている。